# Quadraticavellina
Quadraticavellina is een geslacht van uitgestorven kreeftachtigen uit de klasse van de Ostracoda (mosselkreeftjes).

## Soort
- Quadraticavellina pulchra Shi, 1964 †